# Чезано-Мадерно
Чезано-Мадерно (итал. Cesano Maderno) — город в Италии, в провинции Монца-э-Брианца области Ломбардия.
Население составляет 34 653 человека (на 2004 г.), плотность населения составляет 2982 чел./км². Занимает площадь 11 км². Почтовый индекс — 20031. Телефонный код — 0362.
Покровителем коммуны почитается святой первомученик Стефан, празднование в четвёртое воскресение сентября.

## Города-побратимы
- Валансе, Франция
- Черновцы, Украина
- Кампомаджоре, Италия